# Érismature rousse
Oxyura jamaicensis
Espèce
Synonymes
- Anas jamaicensis Gmelin 1789

Statut de conservation UICN

 LC  : Préoccupation mineure
L'érismature rousse (Oxyura jamaicensis) est une espèce de canards qui possède une caractéristique particulière : elle préfère fuir le danger à la nage ou en plongée plutôt que de s'éloigner à tire-d'aile. En vol, ses petites ailes battent si vite qu'elles bourdonnent.

## Distribution et habitat
Elle se rencontre surtout dans l'ouest du Canada. Elle niche en quelques endroits au Québec et elle est devenue invasive en Grande-Bretagne. On l'observe également de la Colombie jusqu'au Chili et la Terre de Feu, à l'ouest et aux contreforts des Andes argentines.
Échappée d'élevage, l'érismature rousse se propage en Europe où elle s'hybride avec l'érismature à tête blanche (Oxyura leucocephala). Cette dernière étant en danger d'extinction, l'érismature rousse est considérée comme indésirable en Europe.
En France, l'érismature rousse a fait l'objet d'un plan d’éradication efficace par l’Office national de la chasse et de la faune sauvage (ONCFS) dans les années 2000.
Un arrêté ministériel de février 2018 la classe comme espèce envahissante.

## Espèce invasive
En Europe, l'érismature rousse est inscrite depuis 2016 dans la liste des espèces exotiques envahissantes préoccupantes pour l’Union européenne. Cela signifie que cette espèce ne peut pas être importée, élevée, transportée, commercialisée, ou libérée intentionnellement dans la nature, et ce nulle part dans l’Union européenne.

## Comportement

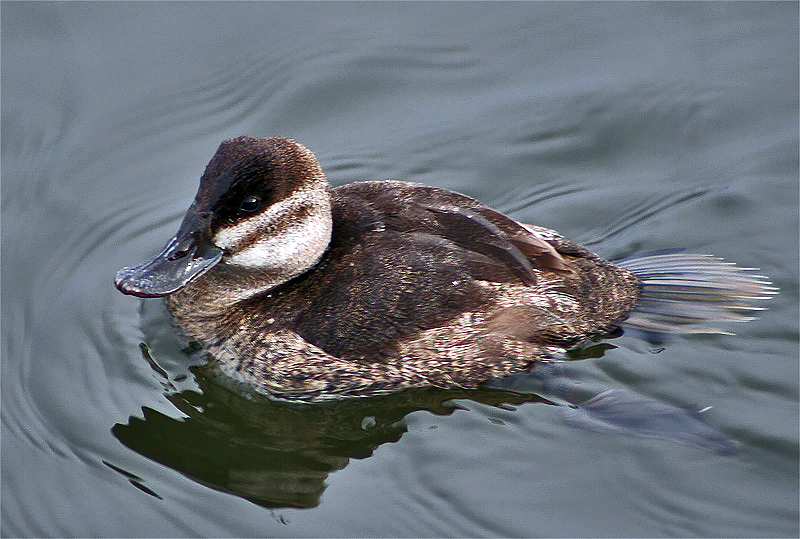
Érismature rousse femelle.

Elle émigre au plus tard à la mi-automne. Le mâle relève souvent sa queue à 90° puis se frappe la poitrine lors de la parade nuptiale ; c'est une caractéristique de l'espèce. Le mâle et la femelle se font rarement entendre l'automne.

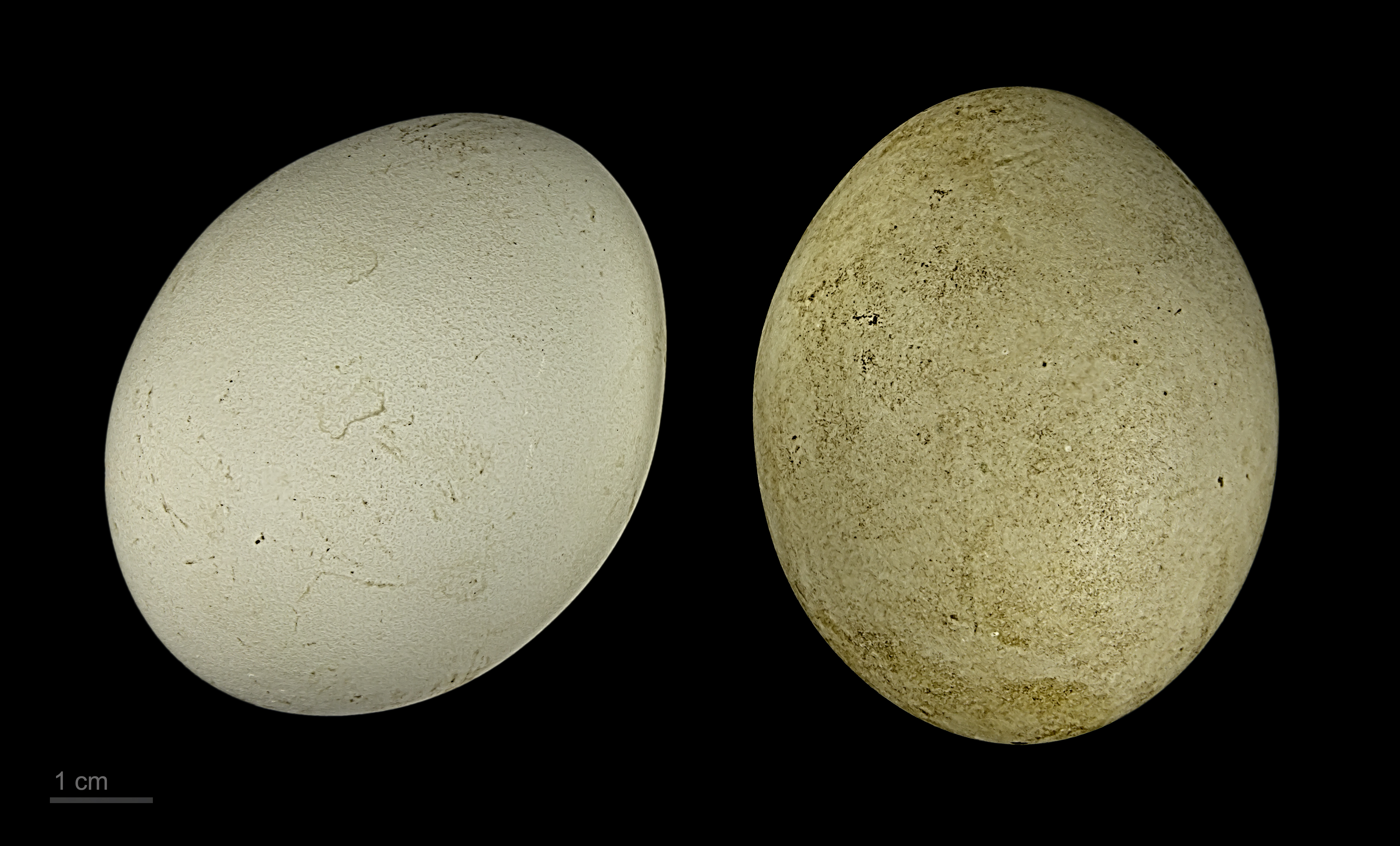
Oxyura jamaicensis - MHNT

## Sous-espèces
L' Oxyura jamaicensis rubida, considérée auparavant comme une sous-espèce est désormais traitée comme monotypique car faiblement différenciée (Carboneras & Kirwan 2017).